# Dyocerasoma narentanum
Dyocerasoma narentanum är en mångfotingart som först beskrevs av Karl Wilhelm Verhoeff 1901.  Dyocerasoma narentanum ingår i släktet Dyocerasoma och familjen knöldubbelfotingar. Inga underarter finns listade i Catalogue of Life.